# Glaucorhoe unduliferaria
Glaucorhoe unduliferaria là một loài bướm đêm trong họ Geometridae.